# Hypanthidioides currani
Hypanthidioides currani är en biart som först beskrevs av Schwarz 1933.  Hypanthidioides currani ingår i släktet Hypanthidioides och familjen buksamlarbin. Inga underarter finns listade i Catalogue of Life.